# Польща на зимових Олімпійських іграх 1948
Польща на зимових Олімпійських іграх 1948 року, які проходили у швейцарському місті Санкт-Моріц, була представлена 29 спортсменами (всі чоловіки) у 5 видах спорту. Прапороносцем на церемонії відкриття Олімпійських ігор був стрибун з трампліна Станіслав Марусаж. Польські спортсмени не здобули жодної медалі.

## Гірськолижний спорт
| Спортсмен           | Змагання                   | Спуск 1      | Спуск 1 | Спуск 2 | Спуск 2 | Разом        | Разом |
| Спортсмен           | Змагання                   | Час          | Місце   | Час     | Місце   | Час          | Місце |
| ------------------- | -------------------------- | ------------ | ------- | ------- | ------- | ------------ | ----- |
| Ян Павліца          | швидкісний спуск, чоловіки |              |         |         |         | не фінішував | –     |
| Єжи Шиндлер         | швидкісний спуск, чоловіки |              |         |         |         | 3:49.4       | 67    |
| Ян Гонсеніца Цяптак | швидкісний спуск, чоловіки |              |         |         |         | 3:21.3       | 37    |
| Юзеф Марусаж        | швидкісний спуск, чоловіки |              |         |         |         | 3:20.2       | 35    |
| Ян Гонсеніца Цяптак | слалом, чоловіки           | не фінішував | –       | –       | –       | не фінішував | –     |
| Ян Ліповський       | слалом, чоловіки           | не фінішував | –       | –       | –       | не фінішував | –     |
| Юзеф Марусаж        | слалом, чоловіки           | 1:19.2       | 27      | 1:14.0  | 31      | 2:33.2       | 31    |

Комбінація
У дисципліні атлети робили два спуски у слаломі, до яких зараховувалися результати у швидкісному спуску з основних змагань.
| Спортсмени          | Слалом | Слалом         | Слалом | Разом (швидкісний спуск + слалом) | Разом (швидкісний спуск + слалом) |
| Спортсмени          | Час 1  | Час 2          | Місце  | Бали                              | Місце                             |
| ------------------- | ------ | -------------- | ------ | --------------------------------- | --------------------------------- |
| Єжи Шиндлер         | –      | –              | –      | не фінішував                      | –                                 |
| Ян Гонсеніца Цяптак | 1:25.0 | 1:27.2 (+0:05) | 38     | 31.12                             | 31                                |
| Юзеф Марусаж        | 1:23.2 | 1:18.8         | 29     | 25.96                             | 27                                |

## Лижне двоборство
| Спортсмен                 | Змагання                    | Лижні перегони | Лижні перегони | Стрибок з трампліну | Стрибок з трампліну | Стрибок з трампліну | Стрибок з трампліну | Стрибок з трампліну | Разом  | Разом |
| Спортсмен                 | Змагання                    | Бали           | Місце          | Дистанція 1         | Дистанція 2         | Дистанція 3         | Бали                | Місце               | Бали   | Місце |
| ------------------------- | --------------------------- | -------------- | -------------- | ------------------- | ------------------- | ------------------- | ------------------- | ------------------- | ------ | ----- |
| Леопольд Тайнер           | нормальний трамплін / 18 км | 126.00         | 35             | 61.5                | 58.0                | 55.0                | 195.5               | 20                  | 321.50 | 34    |
| Юзеф Даніель Кжептовський | нормальний трамплін / 18 км | 162.00         | 26             | 58.0                | 57.0                | 60.5                | 197.8               | 18                  | 359.80 | 22    |
| Тадеуш Квапень            | нормальний трамплін / 18 км | 178.50         | 21             | 47.0                | 52.5                | 51.0                | 173.7               | 34                  | 352.20 | 25    |
| Стефан Дзєдзіц            | нормальний трамплін / 18 км | 190.50         | 18             | 52.0                | 54.5                | 52.0                | 177.1               | 31                  | 367.20 | 20    |

## Лижні перегони
| Дисципліна                    | Спорстмени                                                                   | Дистанція | Дистанція |
| Дисципліна                    | Спорстмени                                                                   | Час       | Місце     |
| ----------------------------- | ---------------------------------------------------------------------------- | --------- | --------- |
| 18 км, чоловіки               | Леопольд Тайнер                                                              | 1'38:45   | 76        |
| 18 км, чоловіки               | Станіслав Буковський                                                         | 1'34:17   | 70        |
| 18 км, чоловіки               | Юзеф Даніель Кжептовський                                                    | 1'31:05   | 62        |
| 18 км, чоловіки               | Тадеуш Квапень                                                               | 1'27:55   | 47        |
| 18 км, чоловіки               | Стефан Дзєдзіц                                                               | 1'25:33   | 38        |
| 4 × 10 км, естафета, чоловіки | Юзеф Даніель Кжептовський Станіслав Буковський Тадеуш Квапень Стефан Дзєдзіц | 2'59:19   | 10        |

## Стрибки з трапліна
| Спортсмен                 | Дисципліна          | Стрибок 1 | Стрибок 2 | Разом | Місце |
| ------------------------- | ------------------- | --------- | --------- | ----- | ----- |
| Ян Куля                   | нормальний трамплін | 49.0      | 59.0      | 184.5 | 33    |
| Ян Гонсеніца Цяптак       | нормальний трамплін | 53.0      | 61.0      | 180.8 | 36    |
| Юзеф Даніель Кжептовський | нормальний трамплін | 54.5      | 55.0      | 188.9 | 30    |
| Станіслав Марусаж         | нормальний трамплін | 59.0      | 59.0      | 192.8 | 27    |

## Хокей
|  | Склад команди Генрик Бромович Мечислав Бурда Стефан Ксоріх Зигмунт Гінтер Альфред Гансінець Томаш Ясіньський Мечислав Каспжицький Болеслав Коляса Адам Ковальський Евгеніуш Левацький Ян Мацейко Чеслав Мархевчик Мечислав Палюс Генрик Пжеждзецький Гіларі Скаржиньський Максиміліан Венцек Ернест Зяя |

Підсумкова таблиця
|                 | Pld | W | L | T | GF | GA  | Pts |
| --------------- | --- | - | - | - | -- | --- | --- |
| Канада          | 8   | 7 | 0 | 1 | 69 | 5   | 15  |
| Чехословаччина  | 8   | 7 | 0 | 1 | 80 | 18  | 15  |
| Швейцарія       | 8   | 6 | 2 | 0 | 67 | 21  | 12  |
| Швеція          | 8   | 4 | 4 | 0 | 55 | 28  | 8   |
| Велика Британія | 8   | 3 | 5 | 0 | 39 | 47  | 6   |
| Польща 6th      | 8   | 2 | 6 | 0 | 29 | 97  | 4   |
| Австрія         | 8   | 1 | 7 | 0 | 33 | 77  | 2   |
| Італія          | 8   | 0 | 8 | 0 | 24 | 156 | 0   |
| США *           | 8   | 5 | 3 | 0 | 86 | 33  | 10  |

* Команда США була дискваліфікована
Результати матчів
- Польща 7-5  Австрія
- США 23-4  Польща
- Чехословаччина 13-2  Польща
- Канада 15-0  Польща
- Польща 13-7  Італія
- Велика Британія 7-2  Польща
- Швейцарія 14-0  Польща
- Швеція 13-2  Польща